# Sony Dynamic Digital Sound

Zeichen für 7.1 Sound

Sony Dynamic Digital Sound (SDDS) ist ein Mehrkanal-Tonsystem zur digitalen Kodierung und Wiedergabe des Tons von Kinofilmen. 

## Aufbau und Funktion
SDDS verfügt über maximal acht verschiedene Kanäle, fünf davon in der Front, zwei an den Seiten sowie einen LFE-Kanal (Low Frequency Effects, Subwoofer) für spezielle tieffrequente Klangeffekte unter 120 Hz. Alle SDDS Prozessoren sind in der Kanalanzahl flexibel und lassen sich von vier bis acht Kanälen in verschiedenen Varianten universell installieren. Der SDDS-Prozessor übernimmt die Verteilung der nicht vorhandenen Kanäle auf die vorhandenen Lautsprecher (in der Praxis ist dies meist das Herunterrechnen von 8-Kanal-Filmen auf eine bestehende 5.1-Anlage). 

## Erster Einsatz
SDDS wurde erstmals am 17. Juni 1993 in vier Kinos in Los Angeles und New York mit dem Film Last Action Hero eingesetzt. Der erste deutsche SDDS-Film war Wolf – Das Tier im Manne. Da in Deutschland kein Kopierwerk in der Anfangszeit SDDS kopieren konnte, wurden die wenigen deutschen SDDS-Kopien aus den USA importiert. Die restlichen deutschen Kopien hatten lediglich eine Dolby SR-Lichttonspur. Vor vielen der damaligen SDDS-Kopien wurde direkt ein kurzer SDDS-Soundtrailer vorkopiert. Dies hatte jedoch zur Folge, dass dieser auch in Kinos mit Tonanlagen ohne SDDS lief, da nach der Erstaufführung nicht darauf geachtet wurde, welches Kino eine Kopie mit SDDS-Ton bekam (SDDS-Kopien haben neben dem SDDS-Ton auch den Standard Dolby SR-Lichtton und sind somit mit allen analogen Kinotonanlagen kompatibel). Später kam man davon ab und überließ es den mit SDDS-Decodern ausgerüsteten Kinos, einen SDDS-Trailer vor den Film zu kleben, um die Zuschauer auf den SDDS-Ton aufmerksam zu machen.

## Codierung

Das Logo

Die Tondaten werden bei SDDS in zwei optischen Spuren links und rechts außerhalb der Film-Perforation gespeichert und mittels speziellem Lesegerät mit zwei CCD-Kameras ausgelesen. Zur Komprimierung und Kodierung wird das proprietäre ATRAC-Verfahren (Adaptive Transform Acoustic Coding) eingesetzt. Bei allen Prozessoren, egal ob ersten Generation (DFP-D2000) oder zweiten Generation (DFP-D3000, DFP-D2500) werden ATRAC 2-Decoder-ICs verwendet. Zu den acht Tonkanälen kommen weitere vier Backup-Kanäle. Auf jeweils einer Filmseite sind vier Haupt- sowie zwei Backup-Kanäle gespeichert (siehe Fehlerkorrektur).
In den frühen 2000er Jahren war SDDS das Tonformat im Kino, welches – unter anderem aufgrund der 8 + 4 Kanäle – die höchste Datenrate noch vor DTS und Dolby Digital hatte (Stand: 04/2006).
SDDS lässt sich zwar auf allen gängigen 35-mm-Projektoren nachrüsten, jedoch ist die Vervielfältigung von Filmen mit SDDS-Tonspur vergleichsweise aufwändig, da die feinen Strukturen der SDDS-Tonspuren große Sorgfalt erfordern: Kopien dürften theoretisch mit höchstens halber Abspielgeschwindigkeit gezogen werden, üblich war (und ist) hingegen bislang ein Vielfaches.
SDDS ist wie die Konkurrenz Dolby Digital und DTS mittlerweile bei fast allen aktuellen Hollywood-Filmen vorhanden. SDDS wird im Kino verhältnismäßig selten eingebaut, da das System seinen wesentlichen Vorteil, die fünf Frontkanäle, nur auf sehr großen Leinwänden ausspielen kann, wie sie meistens nur in wenigen Sälen ab ca. 600 Plätzen in großen Städten vorhanden sind. Viele Kinofilme haben zudem nur einen 5.1-SDDS-Filmton oder einen automatisch aus den anderen Frontkanälen eingemischten Ton für die beiden zusätzlichen Frontkanäle. Die Investition in ein drittes System neben Dolby Digital und DTS lohnt sich daher für die meisten Kinobetreiber nicht.

## Fehlerkorrektur
Eine weitere Besonderheit von SDDS ist die Fehlerkorrektur. Neben der normalen, auch bei Dolby Digital üblichen Verfahren der Fehlerkorrektur bei Staub und Kratzern auf der Filmkopie bietet SDDS die „DCM“ (digital concealment mode) – einen digitalen Backup.
Das System speichert insgesamt zwölf vollwertige Tonkanäle, wobei es unerheblich ist, ob es sich um den Subwoofer, einen normalen oder einen Backup-Kanal handelt. Die Daten werden auf den beiden Tonspuren der 35-mm-Filmkopie wie folgt verteilt:
auf der Seite der analogen Tonspur („S-Side“ – Sound-Side):
- Subwoofer (SW)
- Center rechts (RC)
- Rechts (R)
- Surround rechts (SR)
- Backup Center (C')
- Backup links (Lmix)

auf der Bild-Seite („P-Side“ – Picture-Side):
- Center (C)
- Center links (LC)
- Links (L)
- Surround links (SL)
- Backup Subwoofer (SW')
- Backup rechts (Rmix)

Beide Tonspuren sind auf dem Film um 17,8 Bilder versetzt kopiert und werden durch Delays im SDDS-Prozessor zu dem Bild synchronisiert. Hierdurch ist es sehr unwahrscheinlich, dass die zueinander gehörigen Daten gleichzeitig beschädigt und damit unlesbar sind (eine typische Beschädigung könnte eine Klebestelle in der Filmkopie sein).
Sollte der SDDS-Prozessor nicht im Stande sein, die beschädigten Daten mittels der normalen Fehlerkorrektur zu korrigieren, so greift er auf die Daten der gegenüberliegenden Seite zurück (die sich durch den 17,8-Bilder-Versatz nicht an der beschädigten Filmstelle befinden). Von Center und Subwoofer existieren direkte Kopien als Backup, die restlichen Kanäle werden – nach rechts und links getrennt – zusammengemischt (Lmix ist eine Mischung aus links, Center links, Surround links). Durch diesen Umstand kann es vorkommen, dass, wenn auf der Standard-Tonspur ein Hubschrauber im Surround fliegt, auf den anderen Kanälen jedoch Stille herrscht, auf allen Kanälen der beschädigten Seite dieser Hubschrauber zu hören ist. Um dies zu verhindern, ist auf jeder Tonspur eine Info für den Decoder gespeichert, wie laut der Mix auf den jeweiligen Kanälen in einem Backup-Fall wiedergegeben werden muss. Der Hubschrauber ist also weiterhin auf allen Kanälen einer Seite zu hören, allerdings nur im Surround in der eigentlichen Lautstärke. Dialog im Center und Tiefbassinformationen im Subwoofer bleiben komplett unberührt. So bleibt der kurze (für die Dauer einer Klebestelle, zwei Filmbilder bei 24 Bilder pro Sekunde) Rückfall auf eine Backup-Spur in den meisten Fällen unhörbar.
Sollte ein längeres Stück Film als 17,8 Bilder derart beschädigt sein, dass weder herkömmliche Fehlerkorrekturen, noch die digitalen Backup-Methoden helfen, bleibt – im Falle einer Filmkopie mit allen Tonformaten – ein Rückfall auf DTS und Dolby Digital und erst, wenn keines der drei digitalen Systeme fehlerfrei läuft, ein Rückfall auf die analoge Lichttonspur (meist Dolby SR).

## Alternativen
- Digital Theater Systems (DTS)
- Dolby Digital